# Großer Preis von Frankreich 1966
Der Große Preis von Frankreich 1966 (offiziell XXII Grand Prix de l’ACF) fand am 3. Juli auf dem Circuit de Reims-Gueux in Reims statt und war das dritte Rennen der Automobil-Weltmeisterschaft 1966. Der Grand Prix hatte auch den FIA-Ehrentitel Großer Preis von Europa.

## Berichte

### Hintergrund

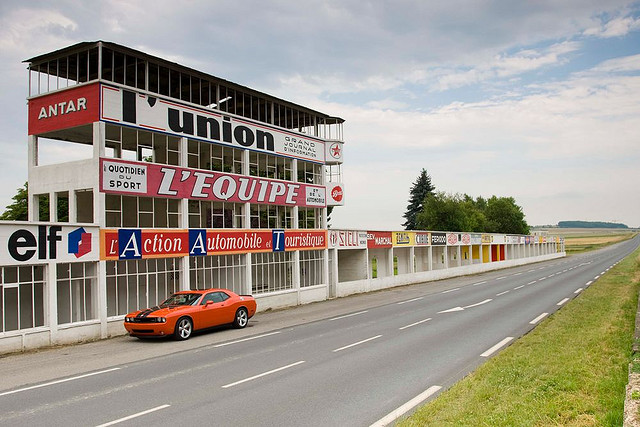
Letztes F1 Rennen auf dem Circuit de Reims-Gueux

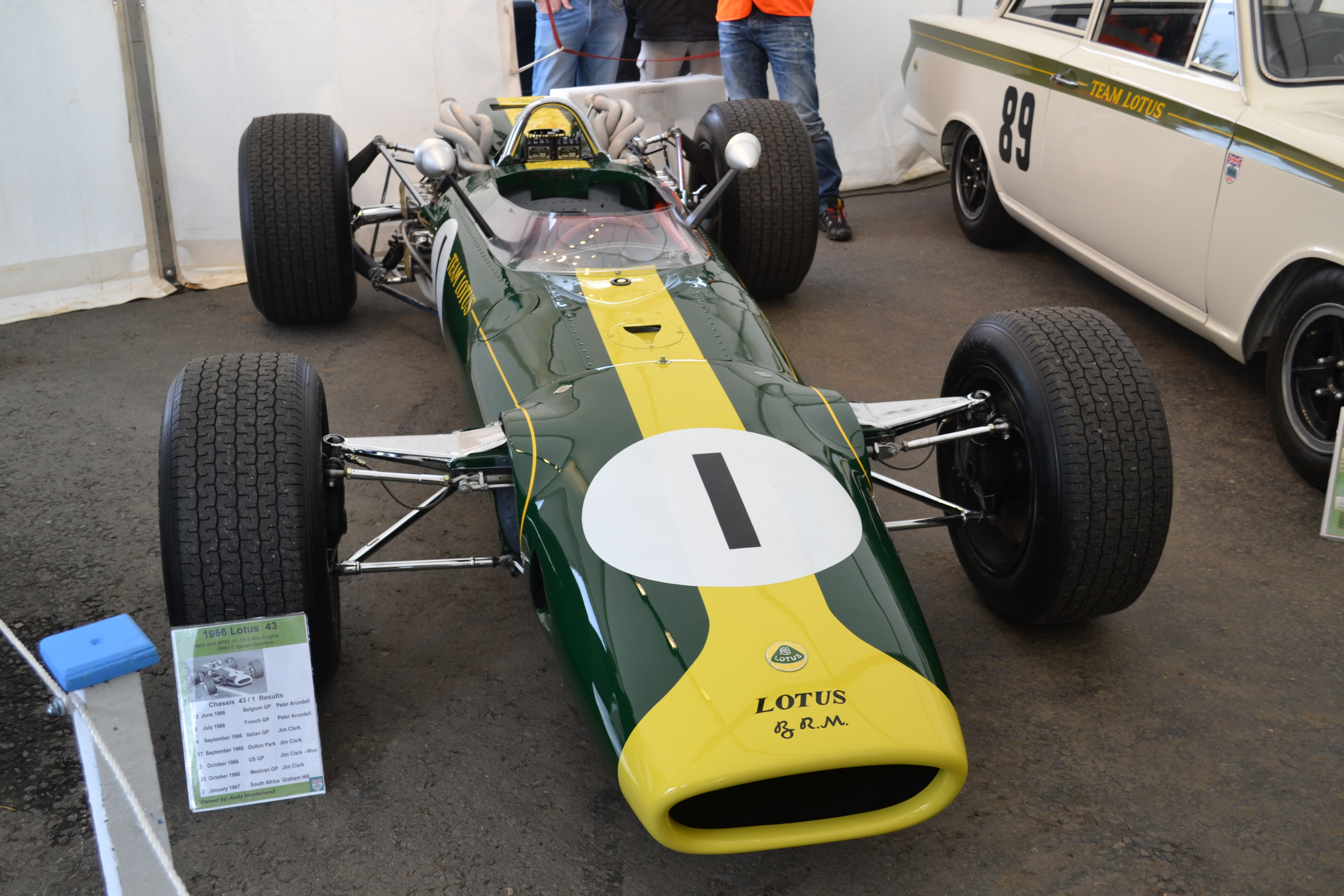
Debütrennen des Lotus 43

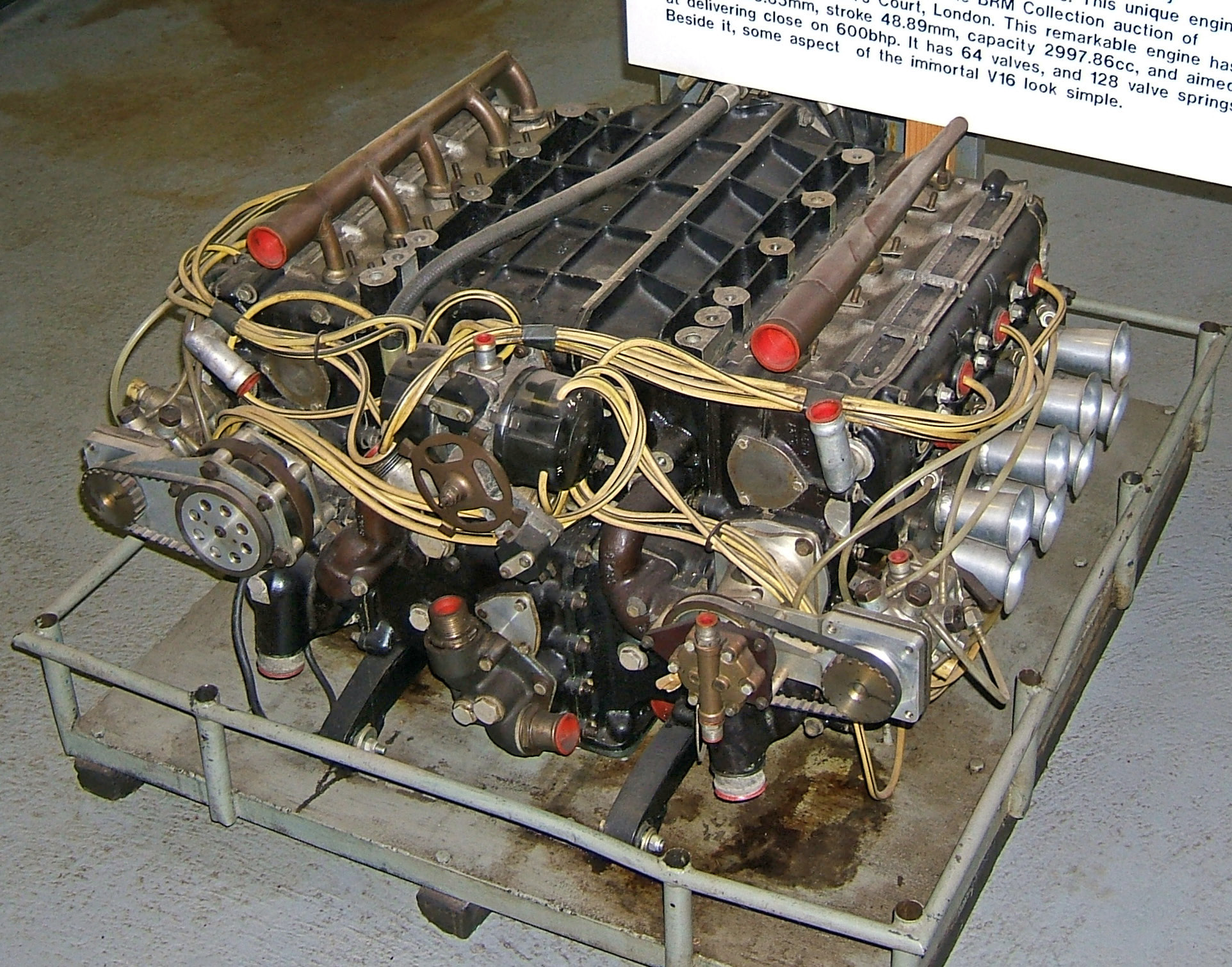
Der B.R.M.-H-16-Motor des Lotus 43

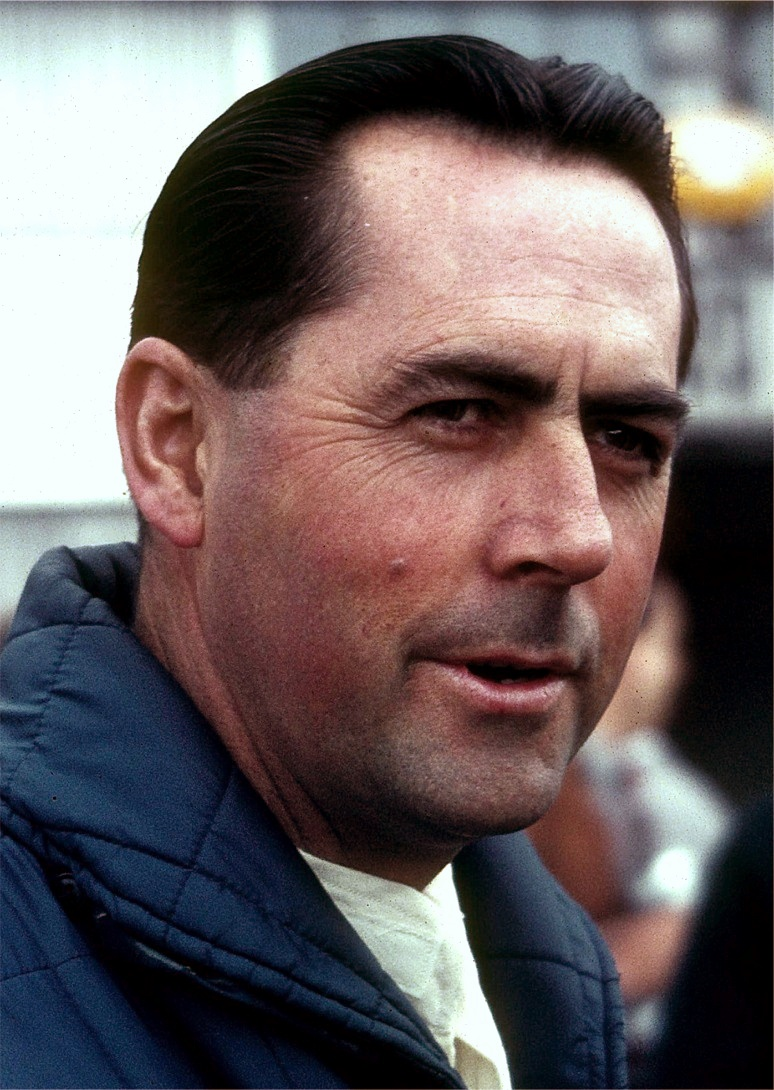
Sieger Jack Brabham auf Brabham – erster Sieg eines Fahrers auf gleichnamigen Wagen

Zum letzten Mal fand der Große Preis von Frankreich auf dem Circuit de Reims-Gueux statt, nachdem diese Strecke 1932 zum ersten Mal der Austragungsort des Rennens war, und zuvor zuletzt 1963 im Rahmen der Automobil-Weltmeisterschaft befahren wurde. Der Circuit de Reims-Gueux war eine der längsten Strecken und neben dem Autodromo Nazionale Monza eine mit den höchsten Durchschnittsgeschwindigkeiten. Auch in den folgenden Jahren fand das Rennen auf langen Rundkursen mit mehr als fünf Kilometer Streckenlänge statt, z. B. auf dem Circuit de Charade oder Rouen-les-Essarts. Reims-Gueux wurde bis 1970 noch für Formel 2 und Formel 3 Rennen weitergenutzt, bevor die Strecke aus Sicherheits- und finanziellen Gründen geschlossen wurde.
Lotus meldete drei Fahrzeuge für Jim Clark, Pedro Rodríguez und Peter Arundell. Da Arundell sich für dieses Rennen qualifizierte und im Gegensatz zum Großen Preis von Belgien zuvor auch starten konnte, wurde der Große Preis von Frankreich das Debütrennen des Lotus 43. Das Fahrzeug war eine Weiterentwicklung des Lotus 39 mit dem Clark das Indianapolis 500 1965 gewonnen hatte und verfügte im Vergleich zum Lotus 33 über ein verkürztes Monocoque. Zum ersten Mal verwendete Lotus einen anderen Motor als das Climax-Aggregat im Heck eines ihrer Fahrzeuge. Eingesetzt wurde der H16-Motor von B.R.M., der sich im Verlauf der Saison aber als zu schwer und zu unzuverlässig herausstellte und auch die versprochene Leistung nicht erreichte. Clark und Rodríguez fuhren im Rennen den Lotus 33, für Rodríguez war es das erste Saisonrennen und die Rückkehr zu Lotus, nachdem er zuletzt 1963 für das Team gefahren war.
Beim 24-Stunden-Rennen von Le Mans 1966 kam es zu Streitigkeiten zwischen John Surtees und Ferrari-Teamchef Eugenio Dragoni die dazu führten, dass Surtees bei Ferrari kündigte und zu Cooper wechselte. Er fuhr den Rest der Saison neben Jochen Rindt. Außerdem war Chris Amon für Cooper gemeldet, der sein einziges Saisonrennen und einziges Rennen seiner Karriere bei Cooper bestritt. Ferrari hingegen war gezwungen einen neuen Fahrer zu finden und ersetzte Surtees durch Mike Parkes, der bereits in der Sportwagen-Weltmeisterschaft für Ferrari fuhr. Für Parkes war es das Debüt in der Automobil-Weltmeisterschaft, nachdem er zuvor für den Großen Preis von Großbritannien 1959 gemeldet war, sich aber nicht qualifiziert hatte. McLaren trat nicht zum Rennen an. Bei den Teams mit Kundenfahrzeugen wechselte Joakim Bonnier sein Fahrzeug und fuhr die nächsten beiden Grand Prix einen Brabham BT22. John Taylor fuhr für David Bridges sein erstes Saisonrennen, nachdem er zuletzt beim Großen Preis von Großbritannien 1964 in der Automobil-Weltmeisterschaft gemeldet war.
Giuseppe Farina, Weltmeister der Automobil-Weltmeisterschaft 1950, wollte sich das Rennen als Zuschauer ansehen. Auf dem Weg zur Rennstrecke kam er mit seinem Auto von der Fahrbahn ab und kollidierte mit einem Telegraphenmasten. Farina starb bei dem Unfall.
Mit Jack Brabham, Dan Gurney und Clark nahmen drei ehemalige Sieger am Rennen teil, bei den Konstrukteuren waren zuvor Ferrari sechsmal, Lotus zweimal, Cooper und Brabham jeweils einmal siegreich. In der Fahrerwertung führte Bandini knapp vor Jackie Stewart und Surtees. In der Konstrukteurswertung lag Ferrari vor B.R.M. und Cooper.

### Training
Ferrari verpasste die erste Trainingssitzung am Donnerstag, hatte in den restlichen Trainingssitzungen aber die schnellsten Wagen. Lorenzo Bandini war mehr als eine halbe Sekunde schneller als Surtees und erreichte die einzige Pole-Position seiner Karriere. Parkes qualifizierte sich bei seinem Debüt auf dem dritten Rang. Brabham wurde im Training Vierter, dahinter starteten die drei Cooper von Rindt, Joseph Siffert und Amon. Die ersten Zehn wurden von Graham Hill, Denis Hulme und Mike Spence komplettiert.
Während des Trainings wurde Clark von einem Vogel im Gesicht getroffen. Daraus resultierte eine Verletzung des Auges und Clark verzichtete auf eine Rennteilnahme. Dies war das einzige Rennen in der Karriere von Clark, bei dem er nach seiner Meldung nicht starten konnte.

### Rennen
Surtees gewann das Startduell, fiel aber bereits in der ersten Runde durch Probleme mit der Benzinzufuhr zurück und schied in Runde fünf mit überhitzten Motor aus. Bandini übernahm daraufhin die Führung vor Brabham und Parkes. Amon, Rindt und Siffert duellierten sich dahinter um den vierten Platz. Arundell schied nach drei Runden mit Getriebeschaden aus.
Bandini baute an der Spitze seinen Vorsprung auf Brabham kontinuierlich aus, dahinter hatte sich Hill auf den dritten Platz verbessert und attackierte Parkes. Hulme gewann ebenfalls mehrere Positionen und lag auf Rang fünf. Im Mittelfeld schieden Spence und Siffert mit technischen Defekten aus. In Runde 13 folgte Hill mit Motorschaden, sodass sich Hulme auf den vierten Rang verbesserte.
Die Positionen an der Spitze änderten sich anschließend für lange Zeit nicht, bis Bandini in Runde 37 ausfiel weil zuvor das Kabel am Gaszug seines Ferrari riss. Brabham übernahm daraufhin die Führung vor Parkes und Hulme und behielt diese bis zum Rennende. Dies war für Brabham der Auftakt einer Serie von vier Siegen in Folge und der erste Gewinn eines Fahrers mit gleichnamigen Fahrzeugs. Für Repco als Motorenlieferant war es ebenfalls der erste Erfolg in der Automobil-Weltmeisterschaft. Brabham gewann den Großen Preis von Frankreich zum zweiten Mal, nachdem er 1960 zuletzt bei diesem Rennen siegte. Auch im folgenden Jahr erreichte er den ersten Platz.
Parkes beendete den Grand Prix auf dem zweiten Platz und erreichte bei seinem Debütrennen seine erste Podestplatzierung. Er hatte im Ziel 9,5 Sekunden Rückstand auf Brabham, alle anderen Fahrer lagen mehr als zwei Runden zurück. Auch für Hulme, der Dritter wurde, war es die erste Platzierung auf dem Podium. Die weiteren Punkte gingen an Rindt, Gurney und Taylor. Eagle erhielt die ersten Punkte als Konstrukteur, Taylor den einzigen seiner Karriere. Außerdem wurden Anderson und Amon auf den Rängen sieben und acht klassifiziert. Rodriguez schied acht Runden vor Rennende aufgrund eines Öllecks aus. Ligier und Bonnier wurden nicht gewertet, da sie die dafür erforderliche Renndistanz nicht zurückgelegt hatten. Die schnellste Rennrunde fuhr Bandini, dies war die letzte seiner Karriere.
In der Fahrerwertung übernahm Brabham erstmals seit 1960 wieder den ersten Platz. Bandini fiel auf den zweiten Rang zurück und lag vor den punktgleichen Surtees, Stewart und Rindt. In der Konstrukteurswertung blieb Ferrari vorn und hatte nach dem Rennen neun Punkte Vorsprung auf Brabham.

## Meldeliste
| Team                        | Nr. | Fahrer          | Chassis          | Motor            | Reifen |
| --------------------------- | --- | --------------- | ---------------- | ---------------- | ------ |
| Team Lotus                  | 02  | Jim Clark       | Lotus 33         | Climax 2.0 V8    | F      |
| Team Lotus                  | 02  | Pedro Rodríguez | Lotus 33         | Climax 2.0 V8    | F      |
| Team Lotus                  | 04  | Peter Arundell  | Lotus 43         | BRM 3.0 H16      | F      |
| Cooper Car Company          | 06  | Jochen Rindt    | Cooper T81       | Maserati 3.0 V12 | D      |
| Cooper Car Company          | 08  | Chris Amon      | Cooper T81       | Maserati 3.0 V12 | D      |
| Cooper Car Company          | 10  | John Surtees    | Cooper T81       | Maserati 3.0 V12 | D      |
| Brabham Racing Organisation | 12  | Jack Brabham    | Brabham BT19     | Repco 3.0 V8     | G      |
| Brabham Racing Organisation | 12  | Denis Hulme     | Brabham BT19     | Repco 3.0 V8     | G      |
| Brabham Racing Organisation | 14  | Denis Hulme     | Brabham BT20     | Repco 3.0 V8     | G      |
| Owen Racing Organisation    | 16  | Graham Hill     | BRM P261         | BRM 2.0 V8       | D      |
| Owen Racing Organisation    | 16  | Graham Hill     | BRM P83          | BRM 3.0 H16      | G      |
| Scuderia Ferrari SpA SEFAC  | 20  | Lorenzo Bandini | Ferrari 312F1/66 | Ferrari 3.0 V12  | F      |
| Scuderia Ferrari SpA SEFAC  | 22  | Mike Parkes     | Ferrari 312F1/66 | Ferrari 3.0 V12  | F      |
| Anglo American Racers       | 26  | Dan Gurney      | Eagle T1G        | Climax 2.7 L4    | G      |
| Anglo Suisse Racing Team    | 30  | Joakim Bonnier  | Brabham BT22     | Climax 2.5 L4    | F      |
| Reg Parnell Racing          | 32  | Mike Spence     | Lotus 25         | BRM 2.0 V8       | F      |
| DW Racing Enterprises       | 36  | Bob Anderson    | Brabham BT11     | Climax 2.7 L4    | F      |
| Rob Walker Racing Team      | 38  | Joseph Siffert  | Cooper T81       | Maserati 3.0 V12 | D      |
| Guy Ligier                  | 42  | Guy Ligier      | Cooper T81       | Maserati 3.0 V12 | D      |
| David Bridges               | 44  | John Taylor     | Brabham BT11     | BRM 2.0 V8       | G      |

Anmerkungen
1. 1 2  Jim Clark verletzte sich im Training, Rodríguez ersetzte ihm im Rennen und fuhr den Wagen mit der Nummer 2.
2. 1 2  Jack Brabham fuhr den Wagen mit der Nummer 12 in den Trainingssitzungen und im Rennen.
3. ↑  Graham Hill fuhr den BRM P261 mit der Nummer 16 in den Trainingssitzungen und im Rennen.

## Klassifikationen

### Startaufstellung
| Pos. | Fahrer          | Konstrukteur    | Zeit   | Ø-Geschwindigkeit | Start |
| ---- | --------------- | --------------- | ------ | ----------------- | ----- |
| 01   | Lorenzo Bandini | Ferrari         | 2:07,8 | 235,15 km/h       | 01    |
| 02   | John Surtees    | Cooper-Maserati | 2:08,4 | 234,06 km/h       | 02    |
| 03   | Mike Parkes     | Ferrari         | 2:09,1 | 232,79 km/h       | 03    |
| 04   | Jack Brabham    | Brabham-Repco   | 2:10,2 | 230,82 km/h       | 04    |
| 05   | Jochen Rindt    | Cooper-Maserati | 2:10,9 | 229,59 km/h       | 05    |
| 06   | Joseph Siffert  | Cooper-Maserati | 2:12,2 | 227,33 km/h       | 06    |
| 07   | Chris Amon      | Cooper-Maserati | 2:12,4 | 226,98 km/h       | 07    |
| 08   | Graham Hill     | B.R.M.          | 2:12,8 | 226,30 km/h       | 08    |
| 09   | Denis Hulme     | Brabham-Repco   | 2:13,3 | 225,45 km/h       | 09    |
| 10   | Mike Spence     | Lotus-B.R.M.    | 2:14,2 | 223,94 km/h       | 10    |
| 11   | Guy Ligier      | Cooper-Maserati | 2:15,4 | 221,96 km/h       | 11    |
| 12   | Bob Anderson    | Brabham-Climax  | 2:15,6 | 221,63 km/h       | 12    |
| 13   | Jim Clark       | Lotus-Climax    | 2:15,6 | 221,63 km/h       | 18    |
| 14   | Pedro Rodríguez | Lotus-Climax    | 2:16,5 | 220,17 km/h       | 13    |
| 15   | Dan Gurney      | Eagle-Climax    | 2:17,9 | 217,93 km/h       | 14    |
| 16   | John Taylor     | Brabham-B.R.M.  | 2:19,2 | 215,90 km/h       | 15    |
| 17   | Peter Arundell  | Lotus-B.R.M.    | 2:19,6 | 215,28 km/h       | 16    |
| 18   | Joakim Bonnier  | Brabham-Climax  | 2:23,5 | 209,43 km/h       | 17    |

### Rennen
| Pos. | Fahrer          | Konstrukteur    | Runden | Stopps | Zeit        | Start | Schnellste Runde |
| ---- | --------------- | --------------- | ------ | ------ | ----------- | ----- | ---------------- |
| 01   | Jack Brabham    | Brabham-Repco   | 48     | 0      | 1:48:31,300 | 04    |                  |
| 02   | Mike Parkes     | Ferrari         | 48     | 0      | + 9,500     | 03    |                  |
| 03   | Denis Hulme     | Brabham-Repco   | 46     | 0      | + 2 Runden  | 09    |                  |
| 04   | Jochen Rindt    | Cooper-Maserati | 46     | 0      | + 2 Runden  | 05    |                  |
| 05   | Dan Gurney      | Eagle-Climax    | 45     | 0      | + 3 Runden  | 14    |                  |
| 06   | John Taylor     | Brabham-B.R.M.  | 45     | 0      | + 3 Runden  | 15    |                  |
| 07   | Bob Anderson    | Brabham-Climax  | 44     | 0      | + 4 Runden  | 12    |                  |
| 08   | Chris Amon      | Cooper-Maserati | 44     | 0      | + 4 Runden  | 07    |                  |
| –    | Guy Ligier      | Cooper-Maserati | 42     | 0      | NC          | 11    |                  |
| –    | Pedro Rodríguez | Lotus-Climax    | 40     | 0      | NC          | 13    |                  |
| –    | Lorenzo Bandini | Ferrari         | 37     | 1      | DNF         | 01    | 2:11,3           |
| –    | Joakim Bonnier  | Brabham-Climax  | 32     | 0      | NC          | 17    |                  |
| –    | Graham Hill     | B.R.M.          | 13     | 0      | DNF         | 08    |                  |
| –    | Joseph Siffert  | Cooper-Maserati | 10     | 0      | DNF         | 06    |                  |
| –    | Mike Spence     | Lotus-B.R.M.    | 8      | 0      | DNF         | 10    |                  |
| –    | John Surtees    | Cooper-Maserati | 5      | 1      | DNF         | 02    |                  |
| –    | Peter Arundell  | Lotus-B.R.M.    | 3      | 1      | DNF         | 16    |                  |
| DNS  | Jim Clark       | Lotus-Climax    | –      | –      | –           | 18    | –                |

## WM-Stände nach dem Rennen
Die ersten sechs des Rennens bekamen 9, 6, 4, 3, 2, 1 Punkte. Es zählten nur die fünf besten Ergebnisse aus neun Rennen. In der Konstrukteurswertung zählten dabei nur die Punkte des bestplatzierten Fahrers eines Teams.

### Fahrerwertung
| Pos. | Fahrer          | Konstrukteur              | Punkte |
| ---- | --------------- | ------------------------- | ------ |
| 01   | Jack Brabham    | Brabham-Repco             | 12     |
| 02   | Lorenzo Bandini | Ferrari                   | 10     |
| 03   | Jackie Stewart  | B.R.M.                    | 9      |
| 04   | John Surtees    | Cooper-Maserati / Ferrari | 9      |
| 05   | Jochen Rindt    | Cooper-Maserati           | 9      |
| 06   | Mike Parkes     | Ferrari                   | 6      |
| 07   | Graham Hill     | B.R.M.                    | 4      |
| 08   | Denis Hulme     | Brabham-Climax            | 4      |
| 09   | Bob Bondurant   | B.R.M.                    | 3      |
| 10   | Richie Ginther  | Cooper-Maserati           | 2      |
| 11   | Dan Gurney      | Eagle-Climax              | 2      |

| Pos. | Fahrer          | Konstrukteur                     | Punkte |
| ---- | --------------- | -------------------------------- | ------ |
| 12   | John Taylor     | Brabham-B.R.M.                   | 1      |
| 13   | Chris Amon      | Cooper-Maserati                  | 0      |
| –    | Guy Ligier      | Cooper-Maserati                  | 0      |
| –    | Pedro Rodríguez | Lotus-Climax                     | 0      |
| –    | Joakim Bonnier  | Brabham-Climax / Cooper-Maserati | 0      |
| –    | Jim Clark       | Lotus-Climax                     | 0      |
| –    | Joseph Siffert  | Cooper-Maserati / Brabham-B.R.M. | 0      |
| –    | Mike Spence     | Lotus-B.R.M.                     | 0      |
| –    | Bruce McLaren   | McLaren-Serenissima              | 0      |
| –    | Bob Anderson    | Brabham-Climax                   | 0      |
| –    | Peter Arundell  | Lotus-B.R.M.                     | 0      |

### Konstrukteurswertung
| Pos. | Konstrukteur    | Punkte |
| ---- | --------------- | ------ |
| 01   | Ferrari         | 21     |
| 02   | Brabham-Repco   | 12     |
| 03   | B.R.M.          | 9      |
| 04   | Cooper-Maserati | 9      |
| 05   | Eagle-Climax    | 2      |

| Pos. | Konstrukteur   | Punkte |
| ---- | -------------- | ------ |
| 06   | Brabham-B.R.M. | 1      |
| 07   | Brabham-Climax | 0      |
| –    | Lotus-Climax   | 0      |
| –    | Lotus-B.R.M.   | 0      |
| –    | McLaren-Ford   | 0      |